# Idaea unilineata
Idaea unilineata là một loài bướm đêm trong họ Geometridae.